# Кальницька сільська рада (Мукачівський район)
| Кальницька сільська рада — колишній орган місцевого самоврядування у Мукачівському районі Закарпатської області з адміністративним центром у с. Кальник. Сільській раді були підпорядковані населені пункти: - с. Кальник - с. Кузьмино - с. Медведівці - с. Руська Кучава - с. Шкуратівці |

## Склад ради
Рада складалася з 16 депутатів та голови.

## Керівний склад сільської ради
| ПІБ                      | Основні відомості                                                                      | Дата обрання | Дата звільнення |
| ------------------------ | -------------------------------------------------------------------------------------- | ------------ | --------------- |
| Булеца Тетяна Михайлівна | Сільський голова, 1963 року народження, освіта, Всеукраїнське об'єднання 'Батьківщина' | 26.03.2006   | 31.10.2010      |
| Рошко Андрій Андрійович  | Сільський голова, 1968 року народження, освіта середня спеціальна, безпартійний        | 31.10.2010   | 25.10.2015      |
| Сулима Віктор Іванович   |                                                                                        | 25.10.2015   |                 |

Примітка: таблиця складена за даними джерела